# 10e étape du Tour d'Espagne 2006
Pour un article plus général, voir Tour d'Espagne 2006.
La 10e étape du Tour d'Espagne 2006 a eu lieu le 5 septembre 2006 entre la ville d' Avilés et le Museo de Altamira à Altamira sur une distance de 190 km. Elle a été remportée par le Portugais Sérgio Paulinho (Astana) qui s'impose en solitaire devant l'Italien Davide Rebellin (Gerolsteiner) et l'Espagnol Xavier Florencio (Bouygues Telecom). Alejandro Valverde (Caisse d'Épargne-Illes Balears) conserve le maillot doré de leader du classement général à l'issue de l'étape.

## Profil et parcours
Une étape relativement plate, propice aux échappées. La côte de 3e catégorie à 12 kilomètres de l'arrivée est la seule difficulté répertoriée.

## Déroulement

### Récit
L'échappée du jour se forme en 3 temps et va réunir en tout 15 coureurs représentants 15 équipes différentes : Dario-David Cioni (Liquigas), Xavier Florencio (Bouygues Telecom), Dmitriy Fofonov (Crédit Agricole), Vladimir Gusev (Discovery Channel), Sébastien Joly (Française des Jeux), Vladimir Karpets (Caisse d'Epargne-Illes Balears), Iban Mayo (Euskaltel-Euskadi), David Millar et Francisco Ventoso (Saunier Duval-Prodir), Sébastien Minard (Cofidis), Sergio Paulinho (Astana), Evgueni Petrov (Lampre-Fondital), Michael Rasmussen (Rabobank), Davide Rebellin (Gerolsteiner) et Nicki Sörensen (CSC).
Avec des baroudeurs de la qualité de Sörensen, Florencio, Karpets, Millar, Rebellin ou encore Rasmussen le peloton va avoir du fil à retordre s'il veut rentrer. D'autant que le mieux placé de cette échappée est Vladimir Karpets, coéquipier du maillot Jaune Alejandro Valverde. 
Ce sera finalement la CSC de Carlos Sastre qui va se mettre en route pour diminuer l'écart qui va chuter à  minutes suffisant pour laisser filer l'échappée aller au bout en se relevant à 20 kilomètres de la fin de la course.
L'étape se termine par l'ascension de l'Alto del Mirador (5,7 km à 3,8 %), à 12 kilomètres d'une ligne d'arrivée elle-même perchée au terme d'une côte de 1500 mètres de long. Malgré de nombreuses attaques, personne ne va réussir à sortir dans la dernière difficulté du jour. L'étape se profil vers un sprint à 15 mais c'était sans compter sur l'attaque de Sergio Paulinho à 800m de la ligne qui va cueillir un succès devant Davide Rebellin qui aura tenté de rentrer sur le portugais. Le peloton a passé la ligne à 3 minutes et 54 secondes. 

### Points distribués
| Premier   | Francisco Ventoso Espagne | 4 pts |
| Second    | Sébastien Joly France     | 2 pts |
| Troisième | Dario David Cioni Italie  | 1 pt  |

| Premier   | Francisco Ventoso Espagne | 4 pts |
| Second    | David Millar Royaume-Uni  | 2 pts |
| Troisième | Evgueni Petrov Russie     | 1 pt  |

| Premier   | Davide Rebellin Italie   | 6 pts |
| Second    | Vladimir Karpets Russie  | 4 pts |
| Troisième | Evgueni Petrov Russie    | 2 pts |
| Quatrième | Sérgio Paulinho Portugal | 1 pts |

## Classement de l'étape
| \| Classement de l'étape \| Classement de l'étape \| Classement de l'étape \| Classement de l'étape \| Classement de l'étape \| \| Coureur \| Coureur \| Pays \| Équipe \| Temps \| \| --------------------- \| --------------------- \| --------------------- \| ------------------------------- \| --------------------- \| \| 1er \| Sérgio Paulinho \| Portugal \| Astana \| 4 h 33 min 44 s \| \| 2e \| Davide Rebellin \| Italie \| Gerolsteiner \| + 2 s \| \| 3e \| Xavier Florencio \| Espagne \| Bouygues Telecom \| + 2 s \| \| 4e \| Vladimir Karpets \| Russie \| Caisse d'Épargne-Illes Balears \| + 6 s \| \| 5e \| Francisco Ventoso \| Espagne \| Saunier Duval-Prodir \| + 7 s \| \| 6e \| Vladimir Gusev \| Russie \| Discovery Channel \| + 7 s \| \| 7e \| Sébastien Joly \| France \| La Française des jeux \| + 7 s \| \| 8e \| Sébastien Minard \| France \| Cofidis-Le Crédit par Téléphone \| + 7 s \| \| 9e \| Dmitriy Fofonov \| Kazakhstan \| Crédit Agricole \| + 7 s \| \| 10e \| Evgueni Petrov \| Russie \| Lampre-Fondital \| + 7 s \| |                   |            |                                 |                 |
| |                   |            |                                 |                 |
| |                   |            |                                 |                 |
| Classement de l'étape |                   |            |                                 |                 |
| Coureur | Coureur           | Pays       | Équipe                          | Temps           |
| 1er | Sérgio Paulinho   | Portugal   | Astana                          | 4 h 33 min 44 s |
| 2e | Davide Rebellin   | Italie     | Gerolsteiner                    | + 2 s           |
| 3e | Xavier Florencio  | Espagne    | Bouygues Telecom                | + 2 s           |
| 4e | Vladimir Karpets  | Russie     | Caisse d'Épargne-Illes Balears  | + 6 s           |
| 5e | Francisco Ventoso | Espagne    | Saunier Duval-Prodir            | + 7 s           |
| 6e | Vladimir Gusev    | Russie     | Discovery Channel               | + 7 s           |
| 7e | Sébastien Joly    | France     | La Française des jeux           | + 7 s           |
| 8e | Sébastien Minard  | France     | Cofidis-Le Crédit par Téléphone | + 7 s           |
| 9e | Dmitriy Fofonov   | Kazakhstan | Crédit Agricole                 | + 7 s           |
| 10e | Evgueni Petrov    | Russie     | Lampre-Fondital                 | + 7 s           |

## Classement général
Cette étape de transition ne provoque pas de changement au niveau du classement général. L'Espagnol Alejandro Valverde (Caisse d'Épargne-Illes Balears) conserve le maillot doré de leader du classement général. Il devance toujours le Kazakh Andrey Kashechkin (Astana) de 27 secondes et son compatriote Carlos Sastre (CSC) de 44 secondes. Seuls changements, la rentrée du Russe Vladimir Karpets (Caisse d'Épargne-Illes Balears) et du vainqueur de l'étape le Portugais Sérgio Paulinho (Astana) dans le top 10 grâce à leurs présences dans l'échappée en lieu et place des deux coureurs de l'équipe Lampre-Fondital, Ruggero Marzoli et Sylwester Szmyd.
| \| Classement général \| Classement général \| Classement général \| Classement général \| Classement général \| \| Coureur \| Coureur \| Pays \| Équipe \| Temps \| \| ------------------ \| -------------------------- \| ------------------ \| ------------------------------ \| ------------------ \| \| 1er \| Alejandro Valverde \| Espagne \| Caisse d'Épargne-Illes Balears \| 41 h 19 min 09 s \| \| 2e \| Andrey Kashechkin \| Kazakhstan \| Astana \| + 27 s \| \| 3e \| Carlos Sastre \| Espagne \| CSC \| + 44 s \| \| 4e \| José Ángel Gómez Marchante \| Espagne \| Saunier Duval-Prodir \| + 56 s \| \| 5e \| Alexandre Vinokourov \| Kazakhstan \| Astana \| + 1 min 38 s \| \| 6e \| Janez Brajkovič \| Slovénie \| Discovery Channel \| + 2 min 05 s \| \| 7e \| Danilo Di Luca \| Italie \| Liquigas \| + 2 min 21 s \| \| 8e \| Manuel Beltrán \| Espagne \| Discovery Channel \| + 2 min 28 s \| \| 9e \| Vladimir Karpets \| Russie \| Caisse d'Épargne-Illes Balears \| + 3 min 02 s \| \| 10e \| Sérgio Paulinho \| Portugal \| Astana \| + 3 min 42 s \| |                            |            |                                |                  |
| |                            |            |                                |                  |
| |                            |            |                                |                  |
| Classement général |                            |            |                                |                  |
| Coureur | Coureur                    | Pays       | Équipe                         | Temps            |
| 1er | Alejandro Valverde         | Espagne    | Caisse d'Épargne-Illes Balears | 41 h 19 min 09 s |
| 2e | Andrey Kashechkin          | Kazakhstan | Astana                         | + 27 s           |
| 3e | Carlos Sastre              | Espagne    | CSC                            | + 44 s           |
| 4e | José Ángel Gómez Marchante | Espagne    | Saunier Duval-Prodir           | + 56 s           |
| 5e | Alexandre Vinokourov       | Kazakhstan | Astana                         | + 1 min 38 s     |
| 6e | Janez Brajkovič            | Slovénie   | Discovery Channel              | + 2 min 05 s     |
| 7e | Danilo Di Luca             | Italie     | Liquigas                       | + 2 min 21 s     |
| 8e | Manuel Beltrán             | Espagne    | Discovery Channel              | + 2 min 28 s     |
| 9e | Vladimir Karpets           | Russie     | Caisse d'Épargne-Illes Balears | + 3 min 02 s     |
| 10e | Sérgio Paulinho            | Portugal   | Astana                         | + 3 min 42 s     |

## Classements annexes
| Classement par points | Classement par points | Classement par points | Classement par points          | Classement par points |
| Coureur               | Coureur               | Pays                  | Équipe                         | Points                |
| --------------------- | --------------------- | --------------------- | ------------------------------ | --------------------- |
| 1er                   | Thor Hushovd          | Norvège               | Crédit Agricole                | 111 pts               |
| 2e                    | Francisco Ventoso     | Espagne               | Saunier Duval-Prodir           | 79 pts                |
| 3e                    | Erik Zabel            | Allemagne             | Team Milram                    | 71 pts                |
| 4e                    | Alexandre Vinokourov  | Kazakhstan            | Astana                         | 60 pts                |
| 5e                    | Alejandro Valverde    | Espagne               | Caisse d'Épargne-Illes Balears | 59 pts                |

| Classement par points | Classement par points | Classement par points | Classement par points          | Classement par points |
| Coureur               | Coureur               | Pays                  | Équipe                         | Points                |
| --------------------- | --------------------- | --------------------- | ------------------------------ | --------------------- |
| 1er                   | Thor Hushovd          | Norvège               | Crédit Agricole                | 111 pts               |
| 2e                    | Francisco Ventoso     | Espagne               | Saunier Duval-Prodir           | 79 pts                |
| 3e                    | Erik Zabel            | Allemagne             | Team Milram                    | 71 pts                |
| 4e                    | Alexandre Vinokourov  | Kazakhstan            | Astana                         | 60 pts                |
| 5e                    | Alejandro Valverde    | Espagne               | Caisse d'Épargne-Illes Balears | 59 pts                |

| Classement de la montagne | Classement de la montagne | Classement de la montagne | Classement de la montagne      | Classement de la montagne |
| Coureur                   | Coureur                   | Pays                      | Équipe                         | Points                    |
| ------------------------- | ------------------------- | ------------------------- | ------------------------------ | ------------------------- |
| 1er                       | Pietro Caucchioli         | Italie                    | Crédit Agricole                | 73 pts                    |
| 2e                        | José Miguel Elías         | Espagne                   | Relax-GAM                      | 70 pts                    |
| 3e                        | David Arroyo              | Espagne                   | Caisse d'Épargne-Illes Balears | 52 pts                    |
| 4e                        | Alejandro Valverde        | Espagne                   | Caisse d'Épargne-Illes Balears | 42 pts                    |
| 5e                        | Carlos Sastre             | Espagne                   | CSC                            | 42 pts                    |

| Classement de la montagne | Classement de la montagne | Classement de la montagne | Classement de la montagne      | Classement de la montagne |
| Coureur                   | Coureur                   | Pays                      | Équipe                         | Points                    |
| ------------------------- | ------------------------- | ------------------------- | ------------------------------ | ------------------------- |
| 1er                       | Pietro Caucchioli         | Italie                    | Crédit Agricole                | 73 pts                    |
| 2e                        | José Miguel Elías         | Espagne                   | Relax-GAM                      | 70 pts                    |
| 3e                        | David Arroyo              | Espagne                   | Caisse d'Épargne-Illes Balears | 52 pts                    |
| 4e                        | Alejandro Valverde        | Espagne                   | Caisse d'Épargne-Illes Balears | 42 pts                    |
| 5e                        | Carlos Sastre             | Espagne                   | CSC                            | 42 pts                    |

| Classement du combiné | Classement du combiné      | Classement du combiné | Classement du combiné          | Classement du combiné |
| Coureur               | Coureur                    | Pays                  | Équipe                         | Points                |
| --------------------- | -------------------------- | --------------------- | ------------------------------ | --------------------- |
| 1er                   | Alejandro Valverde         | Espagne               | Caisse d'Épargne-Illes Balears | 10 pts                |
| 2e                    | Carlos Sastre              | Espagne               | CSC                            | 15 pts                |
| 3e                    | Andrey Kashechkin          | Kazakhstan            | Astana                         | 21 pts                |
| 4e                    | José Ángel Gómez Marchante | Espagne               | Saunier Duval-Prodir           | 23 pts                |
| 5e                    | Alexandre Vinokourov       | Kazakhstan            | Astana                         | 23 pts                |

| Classement du combiné | Classement du combiné      | Classement du combiné | Classement du combiné          | Classement du combiné |
| Coureur               | Coureur                    | Pays                  | Équipe                         | Points                |
| --------------------- | -------------------------- | --------------------- | ------------------------------ | --------------------- |
| 1er                   | Alejandro Valverde         | Espagne               | Caisse d'Épargne-Illes Balears | 10 pts                |
| 2e                    | Carlos Sastre              | Espagne               | CSC                            | 15 pts                |
| 3e                    | Andrey Kashechkin          | Kazakhstan            | Astana                         | 21 pts                |
| 4e                    | José Ángel Gómez Marchante | Espagne               | Saunier Duval-Prodir           | 23 pts                |
| 5e                    | Alexandre Vinokourov       | Kazakhstan            | Astana                         | 23 pts                |

| Classement par équipes | Classement par équipes         | Classement par équipes | Classement par équipes |
| Équipe                 | Équipe                         | Pays                   | Temps                  |
| ---------------------- | ------------------------------ | ---------------------- | ---------------------- |
| 1re                    | Discovery Channel              | États-Unis             | 123 h 46 min 05 s      |
| 2e                     | Astana                         | Espagne                | + 3 min 12 s           |
| 3e                     | Caisse d'Épargne-Illes Balears | Espagne                | + 6 min 34 s           |
| 4e                     | Lampre-Fondital                | Italie                 | + 15 min 26 s          |
| 5e                     | Euskaltel-Euskadi              | Espagne                | + 18 min 23 s          |

| Classement par équipes | Classement par équipes         | Classement par équipes | Classement par équipes |
| Équipe                 | Équipe                         | Pays                   | Temps                  |
| ---------------------- | ------------------------------ | ---------------------- | ---------------------- |
| 1re                    | Discovery Channel              | États-Unis             | 123 h 46 min 05 s      |
| 2e                     | Astana                         | Espagne                | + 3 min 12 s           |
| 3e                     | Caisse d'Épargne-Illes Balears | Espagne                | + 6 min 34 s           |
| 4e                     | Lampre-Fondital                | Italie                 | + 15 min 26 s          |
| 5e                     | Euskaltel-Euskadi              | Espagne                | + 18 min 23 s          |